# ファミリー丸広

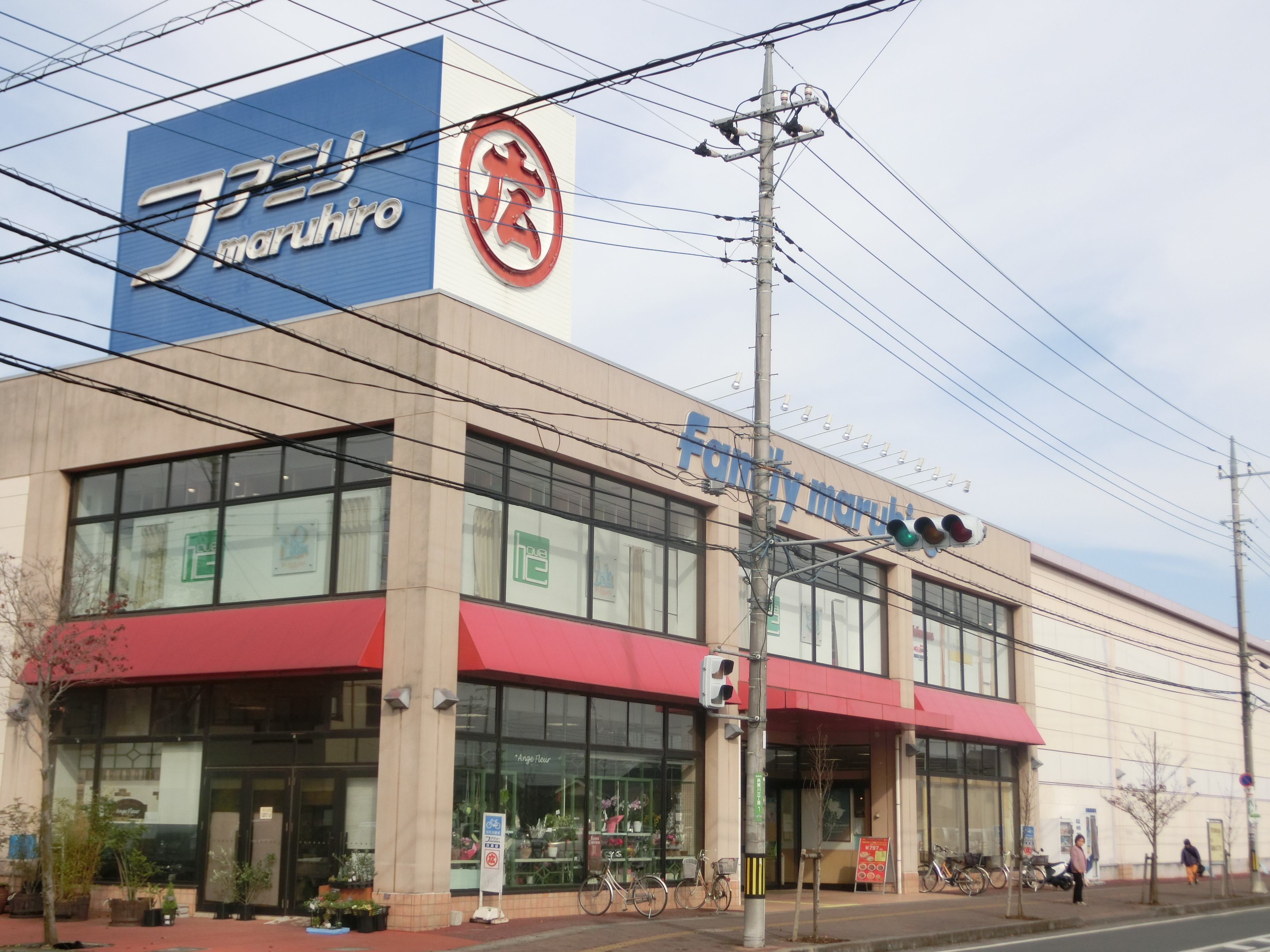
ファミリー丸広日高店

ファミリー丸広（ファミリーまるひろ）は、かつて埼玉県の地場百貨店である丸広百貨店が運営していた地域型小型店舗の名称。過去に県内で3店舗展開していたが徐々に縮小し、日高店が2021年2月14日に閉店したことによってこの業態は消滅した。

## 概要
スーパーマーケット（総合スーパー）の業態と似ており、食料品のみならず衣料品、住居関連品も扱っている。丸広百貨店のポイントカードや商品券が利用可能。日本百貨店協会に加盟しており、全国百貨店共通商品券も利用できる。紙袋や包装紙も他の丸広店舗と同じ、埼玉県の花であるさくら草を描いたものが使われている。月に1回程度の頻度で、お値打ち奉仕品とポイント5倍サービスが行われるセールがある。なお、友の会優待セールは百貨店舗のような大々的なものではないが衣料品売場で開催されている。

## 過去に存在した店舗
- 神明町店 【川越市神明町4-4（現マミーマート神明町店）】
  - 閉店後、マミーマート志多町店が移転するが、2017年に建て替えたため建物は現存しない。
- 新河岸店 【川越市砂945-1（現コモディイイダ新河岸店）】
  - 2011年2月13日閉店。1階の一部にはマクドナルド、2階の大半にはジャパン生活館新河岸店（ホームセンター）が出店していたが、ジャパンを運営する川畑が2009年春に民事再生法を申請してホームセンター業から撤退した事で、2階のフロアは再びすべて丸広直営売場となった。しかし、競合の激化でピーク時の91年に約30億円あった売上も近年は5割程度に落ち込み、業績回復は難しいとして閉鎖された。
- 日高店 【日高市高麗川3-1-1(現生鮮市場TOP高麗川店)】
  - 正式名称は「丸広百貨店日高店」。通称「ファミリー日高店」。1階フードコートには、アンデルセンなどが出店している。過去にはマクドナルドが出店していた事もあった。1999年10月開業[1]。2021年2月14日で閉店[1]。